# Mara Matočec
Mara Matočec (Drnje, 12. rujna 1885. – Korija, 8. svibnja 1967.) bila je seljačka spisateljica, pjesnikinja, dramatičarka i političarka. Svoja književna djela pisala je sve do smrti, a djelovala je unutar Hrvatske seljačke stranke i Seljačke sloge kao članica Glavnoga odbora HSS-a te članica Glavnoga odbora Seljačke sloge.
U Hrvatskoj je poznata kao spisateljica i političarka u Seljačkom pokretu braće Radić i veliki zagovornik emancipacije.

## Životopis

### Osobni podaci i obitelj
Mara Matočec, prva seljačka književnica i političarka u Seljačkom pokretu braće Radić, rođena je 12. rujna 1885. u Drnju kod Koprivnice. Bila je kći jedinica majke Mare r. Vrbančić te oca Luke Jendrašica. U ranoj mladosti s roditeljima se seli u Đurđevac. Sa sedamnaest godina udaje za Stjepana Matočeca, kolara i pravoužitnika đurđevačke imovne općine. Mara je imala četvero djece: Ignacija, koji stradava vrlo mlad od posljedica groma; Josipa, Valenta i kćer Maricu. Marica Šabarić r. Matočec u vrlo mladoj dobi ostaje trudna te rađa kćer Rozaliju, a nešto kasnije Marica naglo umire zbog bolesti žučnog kamenca.

### Stanje u obitelji na početku Velikoga rata
Pri početku prvog svjetskog rata suprug Stjepan odlazi na istočni front kao vojnik Austro-ugarske vojske. Na frontu umire od trbušnoga tifusa. Za vrijeme rata Mara je pratila zbivanja na istočnoj fronti i slušala priče od povratnika, ali nije nikada mogla doći do točnih informacija o sudbini svoga supruga. Posljedica Prvog svjetskog rata bila je gubitak supruga, a Mara je ostala samohrana majka s troje djece i unučicom Rozalijom.

## Spisateljstvo i politika

### Prvi poznati koraci u politici i spisateljstvu Mare Matočec
Potaknuta odlaskom svoga supruga u rat, tugom i boli da se vjerojatno više nikada neće vratiti, pokreće u Mari energiju za stvaranje pjesme posvećene svom suprugu. Napisala ju je neposredno nakon mobilizacije njena supruga i nazvala ju Sibiriji. U to vrijeme list koji je obavještavao i obrazovao hrvatskoga seljaka pod dominacijom Hrvatske pučke seljačke stranke bio je Dom. List je objavio je natječaj za pisanje radova od strane seljaka. Naime, listovo puno ime bilo je  „Dom – list hrvatskom seljaku za razogor i nauk“, a njegov glavni urednik bio je dr. Antun Radić. Mara se je uključila u natječaj poslavši pjesmu Sibiriji. Pjesma je bila objavljena u „Domu“ već u siječnju 1915. godine i to je Marina prva objavljena pjesma. Imala je tematiku rata, vojnika i Sibirije, a možemo ju nazvati i tužaljkom. Pobudila je veliku opću pozornost te od onda Maru Matočec sa svih strana počinju poticati da nastavi pisati i objavljivati dalje. Tada joj je bilo trideset godina i već je počinjala dobivati prve izravne kontakte s braćom Radić. Dr. Antun Radić počinje utjecati na nju da prosvjećuje selo i prikuplja narodno blago sela. Nagovara ju da piše i dalje, da pokazuje kako su talentirani hrvatski seljaci, da njihova kultura nije posuđena nego da je to njihova prava misao. Želio je da Mara pisanjem i objavljivanjem pomogne u promicanju hrvatskoga seljačkoga stvaralaštva osobito kao žena i majka. Stjepan Radić je utjecao na njezinu političku usmjerenost i mišljenjâ, što je ona i kod Antuna i kod Stjepana u potpunosti prihvaćala i gradila svoju političku karijeru na učenjima braće Radić.
Početkom 1919. godine Mara Matočec primljena je u članstvo Glavnoga odbora HPSS-a. Bila je to velika čast na ponos domovine, seljačkog pokreta i ženama u politici jer je Glavni odbor najviše stranačko tijelo. Tada su u Glavnom odboru bili dr. Rudolf Horvat, dr. Đuro Basariček, Josip Predavec, Stjepan Uroić, Tomo Jalžabetić, dr. Vladko Maček i predsjednik HPSS-a Stjepan Radić.

#### Prvi javni nastup Mare Matočec
U Domu 24. prosinca 1918. godine bilo je objavljeno da će se održati izvanredna glavna skupština HPSS-a 3. veljače 1919. godine u zagrebačkoj Streljani na kojoj će se prosvjedovati protiv centralizma. Na skupštinu su uz ulaznice mogli doći samo članovi Glavnog odbora, a bez ulaznice gosti predsjednika Stjepana Radića te pristaše HPSS-a. Na skupštini je bilo ukupno 6 832 uzvanika.
Skupštinu je otvorio Stjepan Radić. U početku svoga govora spominje da su svi očekivali da će hrvatski narod od ujedinjenja osloboditi Rusija. Zatim nadovezuje kako je narod za republikanstvo, a ne militarizam Kraljevstva SHS. Ističe da je republika država bez žandarske sile. Napominje skoro rušenje hrvatske domovine, a da je hrvatski seljački narod spreman stati tomu kao 4/5 hrvatskog stanovništa. Ponovno govori o svojoj idejama federativne republike Srba, Hrvata, Slovenaca i Bugara. Želi osloboditi ženu i dati joj jednaka prava kao i muškarcima i prepustiti vlast narodu i pravo odlučivanja u svojoj domovini.
Nakon predsjednika, riječ je uzeo dr. Rudolf Horvat. Napominje da sve što je hrvatski narod gradio godinama, sada nestaje. Smatra da se gospoda boje da seljak ne bi postao razbojnik i boljševik, a seljacima je u duši čovjekoljublje i mir. Ističe da nam Srbin može biti samo brat, a ne gospodar. Na kraju govora izriče da do sada ništa nije zatrlo hrvatski narod, pa nas neće niti batine.
Na govornicu stupa dr. Đuro Basariček. On prikazuje prisutnima propadanje hrvatskoga naroda pod austro-ugarskom vlašću. Predočava tablice o imovinskom stanju seljaka i navodi da 209 posjednika u Hrvatskoj drži u svojim rukama 22% zemljišta. Kako bi se to spriječilo, preporuča vraćanje staroga zadružnog prava. Poslije Rudolfa Horvata riječ uzima Mara Matočec. U početku govora Mara je isticala težak položaj žena u domovini, osobito kod današnjeg nasljednog prava nakon smrti muža. Želi da žene imaju pravo glasa i potiče u svojim krugovima emancipaciju.
Nakon Mare, na govornici su još bili Josip Predavec, dr. Vladko Maček, Stjepan Uroić, Tomo Jalžabetić i na kraju je skupštinu zatvorio Stjepan Radić. Nedugo nakon toga, stvrstala se povorka svih okupljenih na skupštini do Jelačićevog spomenika, a ondje je Radić održao govor o slobodi čovječanstva.

### Događanja u Hrvatskoj (republikanskoj) seljačkoj stranci do atentata u Narodnoj skupštini
Mara Matočec je držala govor na skupštini u Koprivnici na Zrinskom trgu 7. ožujka 1920. godine. Tamo je bilo oko tri tisuće seljaka, što potrđuje da je Koprivnica seljačko mjesto. Ondje je i izabran novi gradonačelnik Ivan Kraljić. Govornici su se obraćali s balkona Gradske viječnice, a među njima bio je gradonačelnik Kraljić, dr. Rudolf Horvat i Mara Matočec. Skupština se je održala zbog prihvaćanja rezolucije kojom se zatjevao pravilan omjer zamjene krune u dinar, pripojenje hrvatskih krajeva koje su okupirali Talijani, služenje vojske u matičnoj zemlji, vođenje politike mira i da se seljačko te radno pravo može provesti samo u neutralnoj seljačkoj republici. 
Mara Matočec uključuje se u izbornu kampanju na izborima 28. studenoga 1920. godine kao član Glavnog odbora Hrvatske republikanske seljačke stranke tako što piše svoju prvu poznatu budnicu Ustaj, seljački rode u Đurđevcu, 8. listopada 1920. g. Nju objavljuje na naslovnoj stranici Slobodnog doma, 20. listopada 1920. godine, lista Stjepana Radića.
Koprivnica je 8. svibnja 1921. godine, prema riječima Mare Matočec, tada imala jednu veliku svečanost nikada do sada – veliku Radićevu skupštinu. Najveću zaslugu za organizaciju skupštine imao je gradonačelnik Koprivnice Ivan Kraljić, ali uvelike je pomogao i seljački narod. Gosti skupštine bili su predsjednik Stjepan Radić, njegova supruga Marija Radić i gospođa po prezimenu Barić. Svi oni bili su dočekani banderijama, pjevačkim društvima, cvijećem, vijencima i raznim zelenilom. Stjepan je Radić prvi stupio za govornicu. Nakon svojih prvih riječi, okreće se prema Mari Matočec i kaže: „Daj Maro i ti održi jedan govor ovim dragim seljačkim sestrama! Onako po domaći!“ Mara Matočec je bila spremna održati govor, ali u taj trenutak oglasi se narodni zastupnik Tomo Jalžabetić i reče: „Ne, ne, samo babama ne treba dati govoriti.“ Na te riječi, Stjepan Radić uskliče: „Tko je protiv ženama, ne spada k nama, nije dionik našeg velikog pokreta i programa. Jer, ako želimo dobro svomu narodu, onda moramo privesti žene u javni život. Ne, da one možda zanemare dom i kuću. Jer one svjesne i prosvjećene još će više ljubiti dom i kuću. Ne to ti, ženo, moraš – nego hoćeš. Ne smijete biti grubi ni prema političkom protivniku, a kamoli protiv ženama! Jednu poštuj kao sveticu, to ti je majka; drugu kao družicu, a svaku treću kao sestru!“ Zatim Mara Matočec stupa na govornicu započevši da je narodni zastupnik Tomo Jalžabetić pripada Hrvatskoj republikanskoj seljačkoj stranci samo tijelom, ali ne dušom.  Nadovezuje da žene u politici ne traže vodstvo, nego već hoće samo sudjelovanje, uputstvo i orijentaciju. Napominje na težak život i položaj obitelji koje su u ratu izgubile svog ženidbenog druga ili oca. Unatoč Jalžabetićevoj kritici i on je održao govor na skupštini.
Nakon Spomena na „15. travnja 1923. Mara Matočec do lipnja 1928. godine više ne piše političke pjesme. Uzrok tomu je, što Stjepan Radić pridružuje 1. srpnja 1924. Hrvatsku republikansku seljačku stranku u Seljačku internacionalu u Moskvi te priznavanje Vidovdanskog ustava i srpskoga kralja. Mara Matočec nije shvaćala to pridruživanje, tj. kako je Stjepan Radićbio republikanac, a odjedom je prešao u monarhiste te se uključio u vladu kao ministar prosvjete. Zapravo, Stjepan je Radić samo želio pridruživanjem u visoke centre moći izboriti što veća prava za hrvatski narod i njegovu autonomiju.  Od tih trenutaka Mara Matočec posvećuje pažnju obiteljskom, etnografskom i kolonizatorskom radu i javno ne djeluje. Mara Matočec nije jedina koja se povukla od Radića. To je učinila gotovo cijela Podravina i podravske organizacije.

## Preseljenje Mare Matočec iz Đurđevca u Koriju
Sredinom dvadesetih godina prošloga stoljeća, Mara Matočec saznaje da se njezin muž više nikada neće vratiti. Zahvaća ju famozni Zakon o nasljeđivanju imovine u kojemu ona mora predati ¾ imovine suprugovoj rodbini, a samo ¼ ostaje njoj i njezinoj djeci. Obitelj Matočec u Đurđevcu je sveukupno imala 10 jutara obradive zemlje. Maru Matočec po nasljednom pravu zahvaća samo 2,5 jutara. Kako ne bi zapala u krizu, a najviše se toga bojala radi djece, Mara se je morala preseliti. U tom vremenu dr. Đuro Basariček radio je na preseljenju stanovnika iz prenapučene sjeverne i sjeverozapadne Hrvatske na bivše vlastelinske posjede, kao npr. pustu Korija kraj Virovitice. U Koriju dolaze Zagorci, Podravci, Međimurci i mnogi drugi. Međutim, u Koriju se naseljavalo srpsko stanovništvo, a njihova kolonizacija bila je pod financiranjem države. Kolonisti koji su bili pod organizacijom dr. Đure Basaričeka nisu imali nikakvu financijsku potporu. Osim njih naseljavali su se i solunski dobrovoljci, Bosanci te Lićani i Hercegovci. Zemlja je bila plodnija i kvalitetnija od đurđevačkog pijeska. Dr. Đuro Basariček nagovarao je Maru Matočec na preseljenje kako bi zemlju naselilo hrvatsko stanovništvo i sačuvalo domovinu, ali i radi prilike kako ne bi zapala u krizu radi njezina slučaja. Mara obilazi okolne krajeve i poziva okolno stanovništvo također na kolonizaciju. Tada je i osnovan „Basaričekov kolonistički pokret“, a Mara Matočec je bila u njegovu vodstvu. Već 1926. godine Mara Matočec prodaje svoje 2,5 jutra u Đurđevcu i kupuje 7,5 jutara u Koriji i nešto se zadužuje u „Ravnogorskoj štedionici d.d.“. Parcelaciju i naplatu zemljišta vršila je „Ravnogorska štedionica d.d.“.  U Koriju dolazi u ljeto 1927. godine sa svojom majkom Marijom Jendrašić, sinovima Josipom i Valentom. Gradilište koje je kupila Mara Matočec bilo je na brežuljku u samom središtu Korije na današnjem Školskom trgu. Postojala je ondje i mala kućica. Budući da postojeća kuća nije bila dovoljna za tako veliku obitelj, Mara Matočec gradi novu kuću 1936. godine, a postojeću pretvara u gospodarske objekte. Nastavak svoje djelatnosti obrađivanja zemlje i uzgajanja domaćih životinja, kao i u Đurđevcu, morala je podizati iz temelja. Prije kolonizacija, Korija nije imala mnogo stanovnika niti kuća, a nakon nje, dobila je autonomiju kao selo koje je imalo u početku oko 500-tinjak stanovnika, a danas je prigradsko naselje. Prema zemljišnim knjigama, Mara Matočec postaje vlasnica svoga imanja 6. travnja 1929. godine.

## Utjecaj Mare Matočec na suseljane u Koriji
Dolaskom u Koriju, Mara je Matočec širila prosvjetu, kulturu, narodne riječi, pjesme i običaje – okuplja narodno blago. Tada njezina aktivnost postaje sve veća, a tijekom daljnjih godina nastat će i njezina poznata djela. Suseljani ju cijene i poštuju. Sama je organizirala u Koriji ženski zbor koji su sačunjavali Podravci i mješoviti zbor kojeg su sačinjavali uglavnom Zagorci. Nakon nedjeljne svete mise u korijanskoj kapelici, koju grade ruski zarobljenici tijekom Prvoga svjetskog rata, Mara Matočec okuplja članove zbora i često ispred same kapelice su znali imati i nastup. Isto tako, Mara je Matočec u Koriji organizirala seljačko diletantsko kazališno društvo. Ona bi ponekad znala napisati pokoji igrokaz, a zatim bi okupila članove društva u svoju kuću gdje bi uvježbavali tekst. Motivi za pisanje igrokaza bili su joj stanje u selu, narodni običaji i događanja u njezinom životu. Važno je napomenuti da je Mara Matočec pisala igrokaze prema istinitim događajima, koje je doživjela. Željena je širiti narodnu kulturu preko mladih, da i oni njeguju autohtonost narodnog blaga. Znalo se je događati, da Mara Matočec bude zakupljena poslom i zaboravi pisati novi igrokaz. Odmah kod nje dohitre roditelji i mole je da opet nešto novo napiše. Kada društvo nauči tekst za igrokaz i izvede ga u Koriji, oni počinju obilaziti daljnja mjesta. Odlaze u Viroviticu i druga veća mjesta kako bi št više širili prosvjetu, narodne običaje i pjesmu. U Koriji, gotovo da nije bilo nepismenog čovjeka. Mara Matočec je redovitno obilazila suseljane i pazila da se nebi pojavio netko nepismem, a ako bi ga i bilo, on je kod Mare polazio analfabetske tečajeve za osnove u pisanju. Kako bi narodna kultura bila utemeljena u Koriji, Mara je Matočec osnovala 1928. godine Ogranak Seljačke sloge u Koriji. Širila je ljepotu svoga kraja, zbog toga je po svuda bila poznata.

### Atentat u narodnoj skupštini u Beogradu, reakcija Mare Matočec i bista Stjepana Radića
Obavijest o atentatu vrlo se brzo proširila do Hrvatske. Taj događaj zapamćen je u svijetu kao najsurovitiji događaj u povijesti paramentalne politike. Mara Matočec nije bila izenanađena događajem, ali je izrazito bila tužna osobito za ranjavanje Stjepana Radića, a najviše potresena ubojstvom svog dugogodišnjeg političkog i obiteljskog prijatelja dr. Đure Basaričeka. Nadala se da će Stjepan Radić preživjeti i njemu u čast napisala je pjesmu Hrvatska nada koja je bila objavljena u Domu 25. srpnja 1928. godine. Mara Matočec nije išla na pogreb Pavla Radića i Đure Basaričeka, a razlog je nepoznat. Tri mjeseca kasnije, 8. kolovoza 1928. godine, preminuo je jedan od najvećih hrvatskih političara, borac za prava seljaka i radnika i borac za slobodu hrvatkskog naroda, predsjednik Hrvatske seljačke stranke Stjepan Radić. Mara je Matočec izrazito potresena tim događajem. Osjetila je veliku prazninu unutar hrvatskog naroda gubitnom predvodnika Hrvatske seljačke stranke i smatra da im nema zamjene. Tek u proljeće 1929. Mara Matočec posjećuje grobove Stjepana, Pavla i Antuna Radića te dr. Đure Basaričeka i u mirogojskim arkadama. Povodom posjeta Mirogoju, Mara Matočec piše pjesmu nakon dolaska u Koriju pod nazivom Godinica već je dana potresena boli za smrt hrvatskih velikana, a objavljuje ju u Domu na godišnjicu smrti Stjepana Radića. Nedugo nakon objaljivanja pjesme Godinica već je dana Mara Matočec piše pjesmu Duša roda moga, koja je jedna od njezinih najljepših pjesama. Objavljuje ju u Seljačkoj prosvjeti 1929. godine.
Mara Matočec gostovala je na konferenciji za unaprjeđenje seljačkog kućnog obrta 5. rujna 1928. godine u maloj saborskoj dvorani. Dr. Stjepan Košutić i Branka Frangeš izrađivali su planove kako treba seljačke žene uključiti u projekt. Tom prilikom, suprug Branke Frangeš, kipar Robert Frangeš Mihanović darovao je Mari Matočec patiniranu bistu Stjepana Radića u gipsu. Nju je Mara Matočec osobno čuvala na posebnom mjestu u svojoj kući.

### Spomenik dr. Đuri Basaričeku u Okrugljači
Ubojstvo dr. Đure Basaričeka izrazito je pogodilo slavonsko-podravske koloniste. Tako su kolonisti Podravci, Međimurci i Zagorci iz virovitičkog kraja dogovorili da će u Basaričekovom Novom Selu, a današnjoj Okrugljači nedaleko Korije, podignuti spomenik njemu u čast. Mara Matočec bila je jedan od prvih inicijatora za gradnju spomenika.
Spomenik je visoki betonski stup na kojemu se ističe brončani reljef Basaričekova lica, a podno reljefa je bijela mramorna ploča s tekstom Mare Matočec ispisan zlaćanim slovima.

### Prečasni i purančok
U časopisu „Napredak“ Mara Matočec uvidjela da Aleksandar Freundenreich želi igrokaz iz stvarnog života ljudi. Povodom toga, Mara Matočec piše igrokaz Prečasni i purančok te ga šalje Freundenreichu. Igrokaz je pisan na kajkavskom narječju i prikazuje seljački život u Podravini. Točnije, prikazuje podravske svatove. U njemu nastupa 30 lica i sastoji se od 9 činova. Mara Matočec pozvala je Freundenreicha u Koriju na premijeru igrokaza. U Koriju dolazi 22. rujna 1934. godine s glazbenikom Rudolfom Matzom i Slavkom Batušićem, dramatičarom. Tog dana gosti su prisustvovali komušanju kukuruza i slavlju, a već idućeg dana prikazan je Prečasni i purančok u velikoj dvorani vlastelinstva Schaumburg-Lippe u Virovitici. Dvorana je bila prepuna gostiju. Predstava je trajala puna tri sata. Rudolf Matz i Freundenreich su tijekom cijelog nastupa pisali bilješke, a na kraju su svi zajedno zaplesali na pozornici u kolu. Iste godine, igrokaz je bio prikazan i u Zagrebu.

### (1935. – 1940.) – godine najvećeg uspjeha i popularnosti Mare Matočec u politici, dramaturgiji i spisateljstvu
Nakon smrti kralja Aleksandra I. Karađorđevića 1934. godine, kriza je počela slabjeti. Započelo je osnivanje novih listova i časopisa. Mara Matočec sada se uključuje u časopis Narodni napredak koji je uređivao poznati hrvatski pjesnik Dobriša Cesarić. Mara Matočec, uglavnom člancima i crticama u tom časopisu, se prisjeća kolonizacije i dr. Đure Basaričeka. Spominje da obilazi mjesta gdje ima puno kolonista po virovitičkom kotaru.
Početkom 1935. godine Mara se Matočec upoznaje s Marijom Jurić Zagorkom povodom posjeta u Zagrebu. Zagorka je bila zadivljena Marom Matočec kao seljakinjom-spisateljicom te objavljuje članak o Mari u Ženskom listu u 5. broju iste godine. Prijateljstvo sa Zagorkom donijelo joj je mogućnost objavljivanja svojih radova u svim njezinim časopisima poput Ženskog lista, Novog ženskog lista i Ženskog svijeta. Tako su žene bile savršeno upoznate s radom i djelovanjem Mare Matočec, pa je njezina popularnost prelazila Hrvatsku do Bosne, pa čak i u Sloveniju. O Mari Matočec u Sloveniji pisala je Angela Vode, a na slovenskom jeziku objavljenja je i Marina pjesma Kravica.
Ogranak Seljačke sloge u Koriji obnovljen je 6. listopada 1935. godine kao prva organizacija u Slavoniji koja je obnovila svoje djelovanje nakon diktature. Tada je uz ogranak osnovana diletantska družina, pjevački i tamburaški zbor – sve pod vodstvom Mare Matočec. Ogranak je bio toliko aktivan da je u periodu od 1935. do 1936. godine izveo 39 predstava, 42 narodna kola, 51 deklamaciju i 44 narodnih pjesama. Od predstava davali su Za volju djeteta, Čižme, Muž moje žene, On je gluh, Jožek na straži, a od autorice Mare Matočec Seljački razgovor, Večer na selu, Prosvjeta, Zarobljena djevojka, Zrinjski, Judita, Petronela Zrinjski, Preporod Hrvata, Prečasni i purančok, Cigani, Dvije sirote, Majka čeka sina i još mnoge druge. Više puta gostuju u Virovitici, Špišić-Bukovici, Pitomači, Đurđevcu, Okrugljači i Turnašici Turnašici.
U dvorani virovitičkoga hotela Lazić 13. veljače 1936. godine od 9 sati za seljaštvo bila je priređena proslava dana Matije Gupca i Antuna Radića. Smotru je organizirao Ogranak Seljačke sloge u Koriji s Marom Matočec. Na početku predstave prvo je Pavle Bernobić iz Rezovca kratko govorio o Gupcu i Radiću. Nakon njega je zapjevao mješoviti zbor iz Korije pjesmu Pozdrav hrvatskom narodu autorice Mare Matočec. Nakon pjevanja, Polda Matočec, izrecitirala je pjesmu Zimzelen, pa je Rade Smiljanec izrecitirao pjesmu o Antunu Radića, a sve to je napisala Mara Matočec. Zatim je Ivan Hrtka iz Rezovca odražo oduže predavanje o Matiji Gupcu i Antunu Radiću. Ogranak je nakon predavanja izveo predstavu Matija Gubec autorice Mare Matočec, a na kraju pjevana je Lijepa naša. Ista predstava prikazana je 15. ožujka, ali bila je namijenjena građanstvu.
Početkom 1937. godine Mara Matočec odlazi na put u Bosnu kako bi promicala Hrvatsku seljačku stranku i poticala žene na uključivanje u javni rad i život.
U dvorani virovitičkoga hotela Lazić, Mara je Matočec 14. veljače 1937. godine s Korijancima priredila svećano predavanje u spomen Matiji Gupcu i Antunu Radiću. Franjo Smiljanec i August Pavić su tom prigodom recitirali Marine pjesme, a ostali članovi Ogranka Seljačke sloge izveli su Marin igrokaz Invalid, koji je prikazivao mukotrpan život u vrijeme Prvog svjetskog rata.
S korijanskom družinom „Hrvatsko srce“, Mara Matočec nastupa u Malom kazalištu u Zagrebu (danas Gradsko dramsko kazalište Gavella) 11. travnja 1937. godine. Za premijeru bila je podpomognuta od strane Seljačke sloge i Hrvatske seljačke stranke. U Gavelli izvela je predstavu Povratak iz grada u selo. Igrokaz je sastavljen od četiri čina. Prikazuje ljepote, siromaštvo i bijeg sa sela u grad u nadi za bolju budućnost. Zadnji čin završava očajničkim povratkom u selo, koje ih dočekuje pjesmom. U predstavi nailazi se na sva tri hrvatska narječja, karakteri su površno zahvaćeni i nema jedinstva radnje te nije sentimentalno. Tom prigodom, predstavu su posjetili: ing. August Košutić, Marija Radić; dr. Ivan Pernar, dr. Josip Torbar i zagrebački nadbiskup Alojzije Stepinac s tajnikom D. Šeperom. 
Pobudom predsjednika Seljačke sloge Rudolfa Hercega i povodom tjedna hrvatske kulture u Zagrebu, održan je Prvi ženski seljački konges, 13. lipnja 1937. godine, koji je otvorila Mara Matočec. Ondje su žene razgovarale o svojim problemima i pravu glasa, a odlučeno je da će se ovakav kongres održavati svake godine. Kongres je posjetila Margareta Palmer rođ. Janković, vjerna prijateljica i obožavateljica Mare Matočec. Živjela je i radila u Chicagu i Floridi, članica i predstavnica Hrvatske seljačke stranke u emigraciji. Mara Matočec je pri otvaranju rekla da smatra kako žena nije vezana za kuću, kuhaču i djecu, nego već da mora imati i širi krug znanja, ali ne kako bi stavila na stranu kućanske poslove, nego već da prepoznaje zlo od dobra, da zaviri u pokrajinu, domovinu i svijet. Naglašava da je ženama potrebna prosvjeta jer ako se dogodi neka nelagoda u obitelji da se žena može u svemu tome snaći. Žestoko upozorava muškarce da oni nisu „pater famillius“ te da se ne može biti veliki Hrvat i demokrat ako se žena drži izoliranom od ostatka svijeta. 
Mara je Matočec djelovala u Klubu ABC – društvu prosvjetnih radnika za rješavanje kulturnih probema. Najviše je djelovala u sekciji pokreta za pismenst. Klub je održao večer poezije 30. siječnja 1938. godine. Sastali su se u Pučkom sveučilištu i recitirali pjesme te razgovarali i problemima nepismenosti i kako se tko bori protiv nje.
Najveći događaj u političkom djelovanju Mare Matočec bilo je otvaranje ženske organizacije Seljačke sloge 1. veljače 1939. godine. Mara je organizaciju otvorila te nakon toga drži predavanje. Pričala je o pismenosti žena i ženskom etnografskom radu. Ponovno prepirčava Radićeve riječi i događaj u Koprivnici iz 8. svibnja 1921. godine. Pozivala je okupljene na borbu protiv nepismenosti i prosvjetu te uzvikuje: „Budimo ljudi, priznajmo čovjeka čovjekom Ne usađujmo mržnju jednoga napram drugom. Neka nas ogrije sunce bratske ljubavi i čovječanske pravice, bez koje je neprohodan put k našoj velikoj ideji.“
Osim spisateljskog, dramskog i političkog djelovanja Mara Matočec bila je promicatelj zdravstvene kampanje. O zdravlju djece govorila je 1. listopada 1939. godine na sastanku u Daruvaru. Nekoliko dana kasnije govorila je o istome u Badljevini, Jugovom Polju i Trapinskoj.
Početkom 1940. godine ime Mare Matočec poliko je poznato širom Hrvatske, Bosne, Slovenije i Srbije da za nju zna gotovo svako seljačko domaćinstvo, a osobito hrvatska žena seljakinja.

### Povlačenje
Mara Matočec polagano se povlači iz politike zbog već dvogodišnjeg Drugoga svjetskog rata i zakuhavanju politike i odnosa u Jugoslaviji. Prema uputama dr. Vladka Mačeka Mara Matočec se drži pod stolom dok se veliki tuku.
Ogranak Seljačke sloge u Koriji djelovao je do početka Travanjskoga rata u Jugoslaviji. 
Zadnji Marin posjet zbog političkih razloga bio je u Zagrebu 30. ožujka 1941. godine na Glavnoj skupštini Seljačke sloge, gdje je izjavila da joj je najveće zadovoljstvo što za nju zna Bosna, Dalmacija i drugi krajevi te što joj pišu pisma i posvećuju pjesme. 
Marin zadnji politički članak je Krv njegova nevina – sjeme slobode u Hrvatskom tjedniku objavljen 21. lipnja 1941. godine. U njemu Mara ponovno prepričava djelovanje Stjepana Radića.
Osim u monarhističkoj Jugoslaviji, Mara Matočec djelovala je i u Kanadi. O njoj napisan je veliki članak od čak 7 stranica u Kalendaru Hrvatskoj lista  za 1957. godinu. Ovjde je bila njezina posljednja objavljena pjesma – Miškina,  napisana krajem 1942. godine.
Mara Matočec nije prihvatila suradnju s niti jednom strujom tijekom i nakon Drugoga svjetskog rata, te je bila većinom zaboravljena i prešućena.
Bibliografija Mare Matočec do sad ima 194 naslova, iako je popis nepotpun jer je spisateljica surađivala i u iseljeničkomu tisku.

## Smrt Mare Matočec
Tiho, neprimjetno i skoromno, kako je živjela, 8. svibnja 1967. godine u 13 sati u 81. godini života, preminula je Mara Matočec. Povodom njezine smrti i 40-godišnjicom kolonizacije u Koriji, Valent Matočec tiskao je dvostrani letak dimenzija 125 × 169 mm. Idućeg dana, Mara Matočec je pokopana na Gradskom groblju u Virovitici, u grobnici zajedno s kćerkom Maricom, majkom Marom i sinom Josipom. Smrt Mare Matočec vrlo se brzo proširla u emigraciju, pa je tako iz Münchena dojavljeno u Kanadu u Hrvatski glas o smrti Mare Matočec.

## Spomenik Mari Matočec u Koriji
Dana, 18. listopada 2009. u Koriji uz mnoštvo uvaženih gostiju te samih mještana Korije i okolice otkriven je spomenik Mari Matočec. Oblik spomenika je gotovo identičan spomeniku dr. Đuri Basaričeku, no nešto je manji. Na njemu se nalazi brončani reljefni oblik lica Mare Matočec te podno toga spomen-ploča.
Spomenik se nalazi nedaleko Marine kuće, u samom središtu Korije. Inicijativu za gradnju spomenika pokrenuli su Anton Ključec, Josip Klasić, Ivan Zelembrz, prof. i dogradonačelnik Virovitice ing. Ivan Sić. Dopredsjednik Vlade Republike Hrvatske i dopredsjednik HSS-a Božidar Pankretić istakao je da je Mara Matočec bila ponosna žena. Tu tvrdnju potvrđuje pismo upućeno Mari Matočec od Marije Jurić Zagorke u kojem navodi, da je Mara najpoznatija žena Hrvatske. Povod pismu je Marina sudbina koja je kao žena proživjela veliku osobnu tragediju izgubivši muža, sina i kćer. Unatoč tome imala je snage izdići se iznad toga i svojim djelovanjem postati uzorom mnogih žena i postati primjer borbe za pravicu i pravo glasa žena. Uz njih ondje su bili odgovorni iz Družbe "Braća Hrvatskoga Zmaja" i veliki meštar, Zmaj Velikootočki Dragutin Feletar, te gospoda iz Ogranka Matice hrvatske u Virovitici.

## Video zapis
Mara Matočec na TV Kalendaru

### Tiskovine
- Žena i politika. Naša žena, 3/1937., br. 1, str 8., 9.
- Narodna zaštita, Zagreb, studeni 1928., Godina XII., Broj 11.
- Seljačka sloga, 1937, str. 194. – 195. – natpis M. Matočec
- Jutarnji list, 9116, 14. lipnja 1937.; Tjedan hrvatske kulture obilježen je sjajnom hrvatsko seljačkom smotrom 13.VI.1937.
- Hrvatska revija, 2010., broj 2., str. 124. – 132.
- Seljačka sloga, periodika brojeva 1936. – 1939.
- Narodni napredak, br. 4-5, god XII., 31. svibnja 1940.
- Kalendar Hrvatski glas, vol. XXVII., 1957.
- Narodna zaštita, br. 1, god. XV., 1931.
- Seljački svijet, br. 12, 8. prosinca 1935.
- Ženski list, 1935., br. 5
- Podravina, br. 12, vol. 5, prosinca 2007.

## Vanjske poveznice
- Virovitica Online  Arhivirana inačica izvorne stranice od 26. travnja 2011. (Wayback Machine)
- Vjesnik on-line
- Hrvatski povijesni portal  Arhivirana inačica izvorne stranice od 20. lipnja 2012. (Wayback Machine)